# Pierfrancesco De Robertis
Pierfrancesco De Robertis (Arezzo, 5 marzo 1965) è un giornalista italiano, direttore de La Nazione dal 1º marzo 2015 al 9 giugno 2017.

## Biografia
Si è laureato alla Facoltà Cesare Alfieri di Firenze nel 1987 con il professor Francesco Margiotta Broglio.
Ha lavorato presso i quotidiani del Gruppo Poligrafici Editoriale, prima a Milano nella redazione dell'Agenzia Polipress, poi al Resto del Carlino a Bologna. Ha retto come responsabile la redazione romana del Quotidiano Nazionale dal 2009 al 2015, quando è stato nominato direttore de La Nazione di Firenze. Ha scritto due saggi sulle regioni, La Casta delle Regioni (Rubbettino 2012) e La Casta a statuto speciale (Rubbettino 2013), e Le pecore di Bergolio (Emi 2014) sui primi mesi di pontificato di papa Francesco.
| Controllo di autorità | SBN BVEV067207 |